# Gino Severini

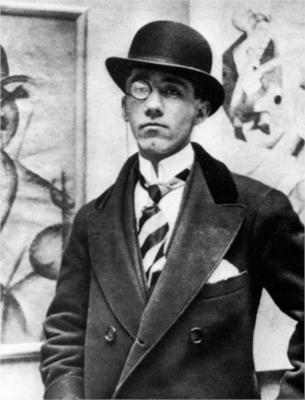
Gino Severini in der Malborough Gallery, London, Anfang 1913

Gino Severini (* 7. April 1883 in Cortona, Provinz Arezzo; † 26. Februar 1966 in Paris) war ein italienischer Maler des Futurismus und Mosaizist.

## Leben und Werk
Severini siedelte 1899 nach Rom über und besuchte Abendkurse an der Villa Medici. 1901 begegnete er Umberto Boccioni und Giacomo Balla. 1906 ging er nach Paris und hatte Verbindung zu Amedeo Modigliani und den Kubisten. Er unterzeichnete 1910 das „Futuristische Manifest“ und das „Technische Manifest der futuristischen Malerei“. Gemeinsam mit Boccioni, Carra und Russolo zeigte er Anfang 1912 in Paris, Galerie Bernheim Jeune, in Berlin, Galerie Der Sturm und in London, Sackville Gallery, eine futuristische Ausstellung. 1913 war er wieder in Berlin mit zwei Werken beim Ersten Deutschen Herbstsalon vertreten, sein Porträt des Futuristenanführers Filippo Tommaso Marinetti sorgte für den beabsichtigten Skandal. 1917 hatte er eine Ausstellung in der Galerie 291 von Alfred Stieglitz in New York. 1918 arbeitete er an der Zeitschrift De Stijl mit.
Sein Stil war stark vom Impressionismus und Kubismus geprägt. 1921 veröffentlichte er das Buch du cubisme au classicisme. Ab 1922 beteiligte er sich mit weiteren Künstlern der Avantgarde am Dialog in der kurzlebigen Zeitschrift „Gegenstand“, die von El Lissitzky und Ilja Ehrenburg konzipiert worden war. Severini war in der Westschweiz seit 1925 aktiv.
1937 wurden in der Nazi-Aktion „Entartete Kunst“ aus der Städtische Kunstsammlung Chemnitz, dem Museum für Kunst und Heimatgeschichte Erfurt, dem Provinzial-Museum Hannover und dem Nassauischen Landesmuseum Wiesbaden mit der 4. Mappe „Neue europäische Graphik. Italienische und russische Künstler“ (Bauhaus-Drucke, 1924) auch Severinis Lithografie „Harlekin-Familie“ (um 1922) beschlagnahmt.
Severini war Teilnehmer der documenta 1 (1955) und der documenta III im Jahr 1964 in Kassel.
Eines seiner Werke trägt den Namen "Stillleben mit Zeitschrift Lacerba". Einige Werke Severinis sind im Pariser Musée de l’Orangerie ausgestellt.
Severini erhielt den Verdienstorden der Italienischen Republik.